# うしのこくまいる!
『うしのこくまいる!』は、湖西晶による日本の4コマ漫画作品。一迅社発行の雑誌『まんが4コマぱれっと』で2011年9月号から2013年7月号まで連載。

## ストーリー
呪い代行を請け負う霊能者の男・下地辛太郎はひょんなことから、ワラ人形の神・丑ノ刻 参と出会う。実は彼女は「身体に釘を打ち込むことで、たちどころに呪いが発揮される」という能力の持ち主だった。こうして、呪いの日本人形や人形護符の神、下地に恋する大家さんなども巻き込み、賑やかな日々が始まった。
呪いという題材を扱いつつも、作者が得意とする「暗喩的なエロス」の表現を存分に用いたコメディ作品。

## 登場人物
下地 辛太郎（さげち しんたろう）
心霊相談所を営む霊能者の男。年齢は26歳。
ボサボサ髪に無精ひげ、ジャージ姿といういでたちであり、仕事の時も常にこの姿である。
霊能者としての仕事依頼は少なく、家賃を滞納するほど生活に困っている。だが霊能力自体は非常に強く、通常の除霊ならお手のもの。一方で霊を引き寄せる体質も強く、そのせいで仕事を失ったという経歴もある。
心霊相談所の業務内容は除霊や呪い代行の他、「草引き」などの霊能力に関係ないものまである。マイリが来てからはその能力を活かして、呪い代行の宣伝に力を入れている。
私生活は典型的なダメ男であり、マイリが来るまでは家の中の掃除もままならない程だった。大家のササゲに好意を寄せられているが、本人は全くそれに気づいていない。
丑ノ刻 参（うしのこく まいり）
ワラ人形の神。下地が呪い代行の仕事で丑の刻参りをしていた時、「丑の刻参り1万人目記念の商品」として彼の前に現れた。
ライトパープルでロングヘアーの少女の姿をしている。正装はミニ風の扇情的な（？）和服姿だが、後にササゲから贈られた洋服も着るようになった。
状況に応じて普通のワラ人形に姿を変えることも可能。身体の成分はワラなので、ほうきとして掃除をしたり、火を起こしたり納豆を作ったりできる。普段は料理や掃除など、献身的に家事をこなしている。好物は甘納豆。
「身体に釘を打ち込むことで、即座に呪いが発揮される」という能力を持ち、下地の呪い代行業務に一役買っている。一方で呪った側にもその呪いの反動をもたらすため、そのせいで下地を苦しめることもしばしば。
人の呪いを栄養としているため、呪いをしなければ弱ってしまう。そのせいか、丑の刻参りに使われるような大きな釘が大好き。
お菊（おきく）
呪われた日本人形。マイリが来る前から下地の家に「居候」していた。
元々はとある少女に贈られた人形であったが、持ち主の少女が亡くなったことで呪いの人形となった。
本来の姿はいかにも「呪いの人形」らしい恐ろしい姿であるが、普段は愛嬌のある少女の姿をしている。呪いの人形らしく髪が伸びたりすることもしばしば。
一人称は「妾（わらわ）」。古めかしい言葉で喋る。下地やササゲに毒を吐くこともしばしば。ササゲを人形の姿で驚かせたりなど、悪戯好きな一面もある。
万野 捧（まんの ささげ）
下地が住む家の大家の娘。実質的に大家の仕事を行っている。16歳の高校1年生。
眼鏡をかけた茶髪のロングヘアー。貧乳にコンプレックスを抱いている風がある。
霊的なものが苦手であり、特にお菊の「呪いの人形の姿」を目にするとしばしば卒倒する。
下地とは幼少期からのつきあいであり、彼に好意を抱いているが、その関係はいっこうに進展していない。家賃の取り立てを口実に下地の家を訪れることもしばしば。下地がマイリと同居していることにやきもきしている。
名前通りか、関わった男性を不幸にしてしまうタイプ。マイリやお菊、四夜、さらには自分が召喚した「キューピッドさん」（コックリさん）にまでそのことを見抜かれた。
四夜（よつや）
マイリの妹。身代わりの人形護符の神。呪いが不足して衰弱したマイリを気遣って現れた。
人の不幸を身代わりする能力を持つ。マイリの能力と併用することで反動なしに呪いを発揮することができるが、この方法は1日1回しか使えない。
姉のマイリに比べてしっかりした性格であり、毒のある言葉を吐くこともしばしば。だが、見た目相応に子供っぽい面もある。

## 書籍情報
- 湖西晶『うしのこくまいる!』 一迅社〈4コマKINGSぱれっとコミックス〉、全2巻
  1. 2012年8月5日初版発行（2012年7月21日発売[4]）、ISBN 978-4-7580-8155-9
  2. 2013年8月5日初版発行（2013年7月22日発売[5]）、ISBN 978-4-7580-8187-0